# Падеж
Граматичка категорија падежа именских речи су различити наставци исте именске речи који означавају различите односе у које именска реч ступа у реченици. По односу тих наставака и граматичке основе једне именске речи она се сврстава у једну од врста промене (деклинације). Српски књижевни језик разликује седам падежа за једнину и множину.
Граматички падеж је у лингвистици термин који се односи на начин категоризације именица, заменица, придева, партиципа и бројева према њиховим традиционално одговарајућим граматичким функцијама у датој фрази, клаузули или реченици. У неким језицима именице, заменице, придеви, одреднице, партиципи, предлози, бројеви, чланци и њихови модификатори имају различито модулиране облике, у зависности од њиховог падежа. Како се језик развија, падежи се могу спајати (на пример, на старогрчком, локатив је стопљен са дативом), што је феномен који се формално назива синкретизам.
Енглески језик је у великој мери изгубио свој флексибилни систем падежа, мада личне заменице и даље имају три падежа, а то су поједностављени облици номинатива, акузатива и генитива. Они се употребљавају са личним заменицама: субјективни падеж (ја, ти, он, она, оно, ми, они, ко, когод), објективни падеж (ја, ти, он, она, оно, ми, они, ко, ко год) и посесивни падеж (мој, мој; ваш, ваш; његов; њен, њен; његов; наш, наш; њихов, њихов; чији; когод).

## Историја
Опште је прихваћено да су Стари Грци имали одређену представу о формама имена на свом језику. Један фрагмент Анакреона донекле то потврђује. Ипак, не може се закључити да су стари Грци заиста знали шта су граматички падежи. Граматичке случајеве први су препознали стоици и неки филозофи Перипатетичке школе. Напредке тих филозофа касније су користили филолози Александријске школе.

## Морфолошки и апстрактни падеж
Израз падежу традиционалним дескриптивним граматикама појединих језика углавном се употребљава када се мисли на морфолошки падеж, деклинацијски облик речи који означава службу или односе именске речи (именице, придева, заменице, броја) у реченици. Према томе за језике који немају развијену морфологију, попут енглеског, каже се да имају мало или уопште немају падежа.
У неким се савременијим теоријама, међутим, претпоставља да у свим језицима постоје тзв. апстрактни падежи, који су изражени на разне начине — морфолошки, синтактички (на пример редом речи или предлогом) или како другачије. Притом се на један начин може изразити неколико апстрактних падежа.
У стандардном српском језику тако традиционалне граматике наводе седам морфолошких падежа. Од тога се датив од локатива разликују код именица само нагласком и то само код веома малог броја речи, нпр. датив је граду, а локатив граду. Јасније се да се локатив од датива разликује по предлозима с којима се редовито користи: на, о, по, при, према и у. Разлика датива и локатива је и у везницима придевских речи мушког и средњег рода (датив -ом, -ому, ређе -оме, локатив -ом, -оме). Локатив никада не може бити без својих предлога, што значи да је локатив предложни израз („при” само с локативом, „на, о, по, у” и с локативом и акузативом), а датив може бити сам или с приједлозима „к, према, насупрот, успркос, надомак” (старије граматике дефинисале су: „к(а), прама, проћ, проти(-в, -ва), супроћ, супроти”). У српском у дативу једнине предност има дужи наставак (—ому, —ему) а у локативу једнине краћи (—ом), док је —оме стилски обележена.
Могло би се рећи и да се по предлозима разликује и комитатив од инструментала те аблатив од генитива (реч је о апстрактним падежима):
Пишем оловком. (инструментал)
Разговарам с пријатељем. (комитатив)
Загреб је главни град Хрватске. (генитив)
Долазим из Хрватске. (аблатив)
У енглеском или италијанском језику још се више апстрактних падежа разликује помоћу предлога или редом речи:

„Џон даје књигу Билу.”

„Ђијани је попио чашу воде.”
У оба језика субјект, у номинативу, стоји испред глагола, а објект, у акузативу, иза њега. У наведеним је примерима у енглеском датив изражен предлогом to (у, на, према), а у италијанском генитив помоћу предлога di (од, из).

## Подела језика према употреби падежа
Језици се, с обзиром на то којим се падежима у њима изражавају субјект и објекат деле на номинативно-акузативне, ергативне и активне.
Ово је само један аспект дубље особине која се зове морфосинтактички поредак.

### Номинативно-акузативни језици
Језици у којима се на исти начин означава субјект свих глагола, док се за објекат користи неки други начин, називају се номинативно-акузативним језицима. Такав је и српски те готово сви европски језици, али и већина осталих језика света. Падеж субјекта ту је увек номинатив, а падеж објекта акузатив.
Српски:
Човек (Н) седи.
Човек (Н) чита књигу (А).
Видео сам човека (А).
Енглески:
Субјект је у енглеском увек испред, а објекат иза глагола.

### Ергативни
У ергативним језицима субјект непрелазног глагола стоји у истом падежу као објекат прелазног глагола, тзв. апсолутиву, док се субјект прелазног глагола означава посебним падежом, ергативом. Од европских језика ергативан је само баскијски. Ергативни су многи азијски, аустралски, те неки други језици.
Баскијски:

„вук”-члан-АПС „доћи”-партицип „бити”-3сг.през
„Вук је дошао.”

„ловац”-члан-ЕРГ „вук”-члан-АПС „уловити”-парт. „имати”-3субј.3обј.през
„Ловац је уловио вука.”
„Вук” је у првој реченици субјект, а у другој објекат, али увек је у апсолутиву (с чланом -а- и нултим падежним наставком). „Ловац”, субјект прелазног глагола, означен је ергативним наставком -к.

### Активни
Активни језици чести су у Америци. Глаголи се у тим језицима деле на две групе — активне и стативне. Активни означавају радњу којом субјект сам, свесно управља, на пример тући или ходати. Стативни значе углавном стања или збивања те радње на које субјект нема утицаја, на пример седити, спавати или боловати, а често одговарају предикатима који се у европским језицима састоје од помоћног глагола бити и придева или именица (бити велик, добар, човек…).
Уз активне глаголе (прелазне и непрелазне) иде номинативно-акузативна синтактичка структура, док уз стативне (углавном су непрелазни) ергативна. Падеж субјекта активних глагола назива се агентивом, а падеж објекта активних и субјекта стативних глагола пацијентивом. Један пример из америчког индијанског језиka лакота (из сиуанске језичне породице):
Активни глаголи:

1sg.AGT-„доћи”
„Дошао сам.”

2sg.AGT-„стајати”
„Стојиш.”

(3sg.AGT-)1sg.PAC-„напасти”
„Napao me je.”

(3sg.AGT-)2sg.PAC-„напасти”
„Напао те је.”

1sg.PAC-2sg.AGT-„напасти”
„Напао си ме.”
Субјект је у овим реченицама агенс и изражен је агентивним личним афиксима  (1. лице), ya- (2. лице) и 0- (3. лице). Објекат је пацијенс и означен је пацијентивним афиксима ма- (1. лице) и ни- (2. лице).
Напомена: Глагол стајати у језику лакота гласи nážin, акле афикс -ya- у другом примеру је инфикс, а први слог, na, део је глаголске основе.
Стативни глаголи:

1sg.PAC-„бити жендан”
Жедан сам.

2sg.PAC-„бити добар”
Добар си.
Субјект глагола ípuza („бити жедан”) и wašté („бити добар”) означен је пацијентивним афиксима  (1. лице) и ni- (2. лице). Субјект стативних глагола у активним се језицима, дакле, третира као пацијенс.

## Питања
| Падеж        | Питање                      |
| ------------ | --------------------------- |
| Номинатив    | Ко? Шта?                    |
| Генитив      | Кога? Чега?                 |
| Датив        | Коме? Чему?                 |
| Акузатив     | Кога (видим)? Шта (гледам)? |
| Вокатив      | Хеј!                        |
| Инструментал | С ким(e)? Чим(е)?           |
| Локатив      | О коме? O чему?             |